# Rudolf Caracciola
Otto Wilhelm Rudolf Caracciola (30. ledna 1901, Remagen – 28. září 1959, Kassel) byl nejúspěšnější německý automobilový závodník období před druhou světovou válkou.
Rudi Caraciola byl trojnásobným mistrem Evropy v závodech typu Grand Prix (1935, 1937 a 1938), což byl předchůdce dnešního mistrovství světa formule 1. Rovněž byl trojnásobným mistrem Evropy v závodech automobilů do vrchu (2x ve sportovních vozech a 1x v závodních vozech). Byl i držitelem 17 světových, rychlostních rekordů na silnici.
Německá veřejnost ho láskyplně nazývala Caratschem a rovněž byl znám pod přezdívkou „Regenmeister“ (Mistr deště), pro jeho hladkou, plynulou ale rychlou jízdu a schopnost zazářit i v deštivých podmínkách.

## Osobní život
Otto Wilhelm Rudolf Caracciola byl synem hoteliéra a obchodníka s vínem Otty Maximiliana Caraccioly (1866-1915) a Mathildy rozené Preutz (1867-1937). Byl jejich v pořadí již čtvrtým dítětem. Caracciola se zajímal o auta od mladého věku. Jeho rodiče mu dovolili, aby se naučil jezdit automobilem, s Mercedesem 16/45. Již ve věku 15 let mu byl vydán řidičský průkaz se zvláštním povolením (před legálním věkem 18 let). Po absolvování chlapecké vyšší školy "Institut Kalkuhl" (nyní Ernst-Kalkuhl-Gymnasium) v Oberkasselu pracoval Caracciola jako praktikant ve strojírenské společnosti Berlin-Anhalt Maschinenbau AG v Kolíně nad Rýnem a poté po přestěhování do Aachenu (Cáchy) jako prodejce automobilů Fafnir. Ve své autobiografii Caracciola uváděl, že někdy prodal auto Fafnir, ale než byly doručeny peníze, „jejich hodnota kvůli inflaci stačila tak na pořízení dvou reflektorů”. Z Aachenu domů do Remagenu jezdil na motocyklu. Už tehdy měl jednu závažnější nehodu, když se srazil s hříbětem. Není v tom případě zřejmo, zdali neuhnulo hříbě či jezdec.
V roce 1923 přemístil do Drážďan a stal se prodejcem firmy Daimler (po sloučení v roce 1926 jako Daimler-Benz) automobilů Mercedes-Benz. Uvažoval, že by se dal zapsat ke studiu strojírenství na drážďanské technice, ale vzhledem k nastartování od počátku úspěšné závodní kariéry se těchto plánů vzdal. I z tohoto angažmá měl Caracciola nedobrou vzpomínku na ztrátovost prodeje za hyperinflace. Byla to doba, kdy obnos za ráno prodaný automobil, pokud kupní smlouva nebyla uzavřena v dolarech, stačil při zaplacení v markách nanejvýš na pořízení dynama.

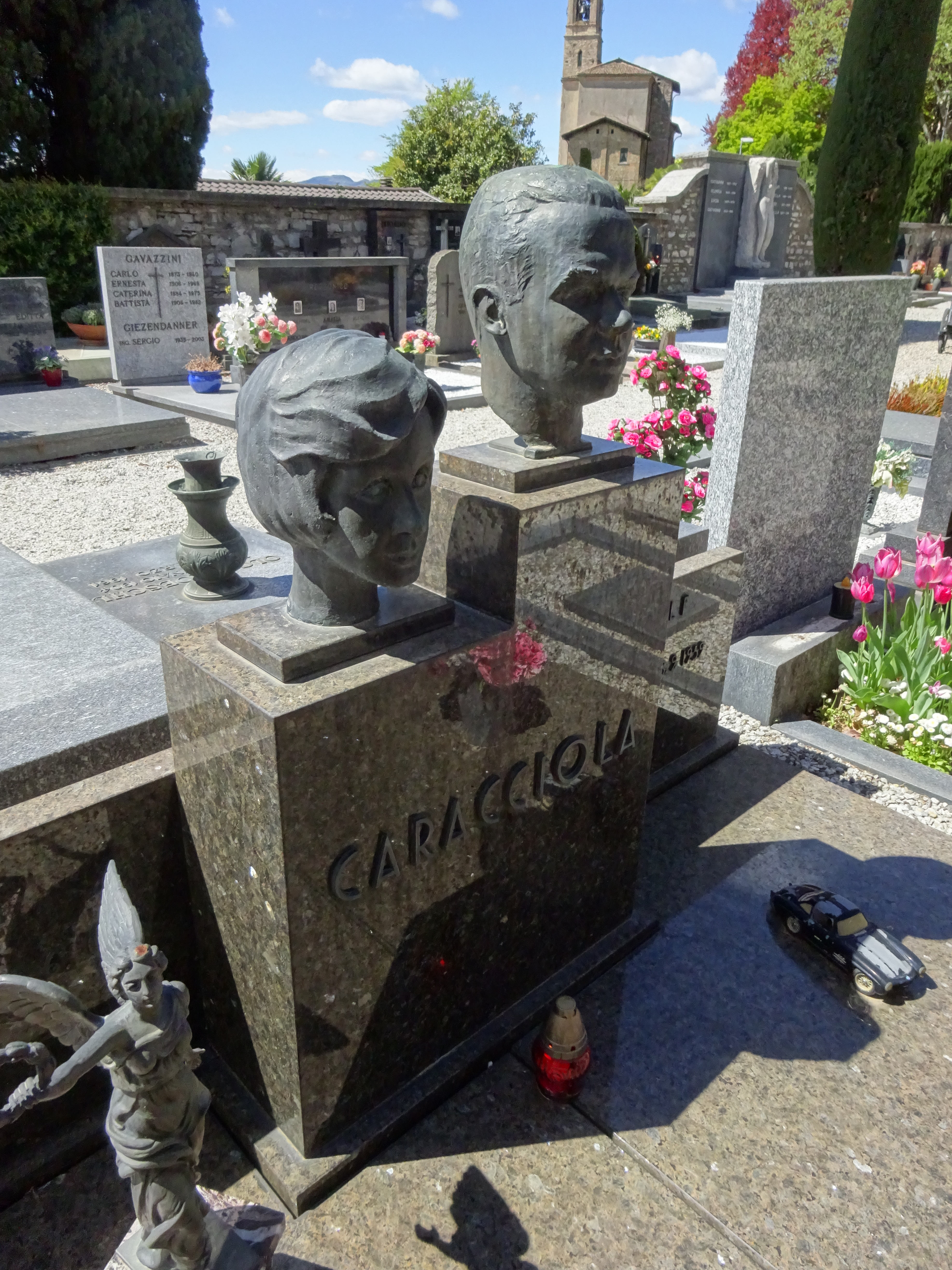
Hrob Rudolfa Caraccioly (Lugano-Castagnola 2024)

V roce 1926 se Rudolf Caracciola oženil s Charlotte Liesenovou, se kterou se setkal v roce 1923 při práci pro Mercedes-Benz v Drážďanech. Caracciola vášnivě miloval zimní sporty, a proto se novomanželé přestěhovali do Švýcarska. Od počátku třicátých let žil ve Švýcarsku v Luganu. Možná i proto – mimo záliby lyžování – v roce 1930 byl nucen uzavřít obchodní zastoupení Mercedes-Benz v Berlíně poté, co jeho firma zkrachovala.

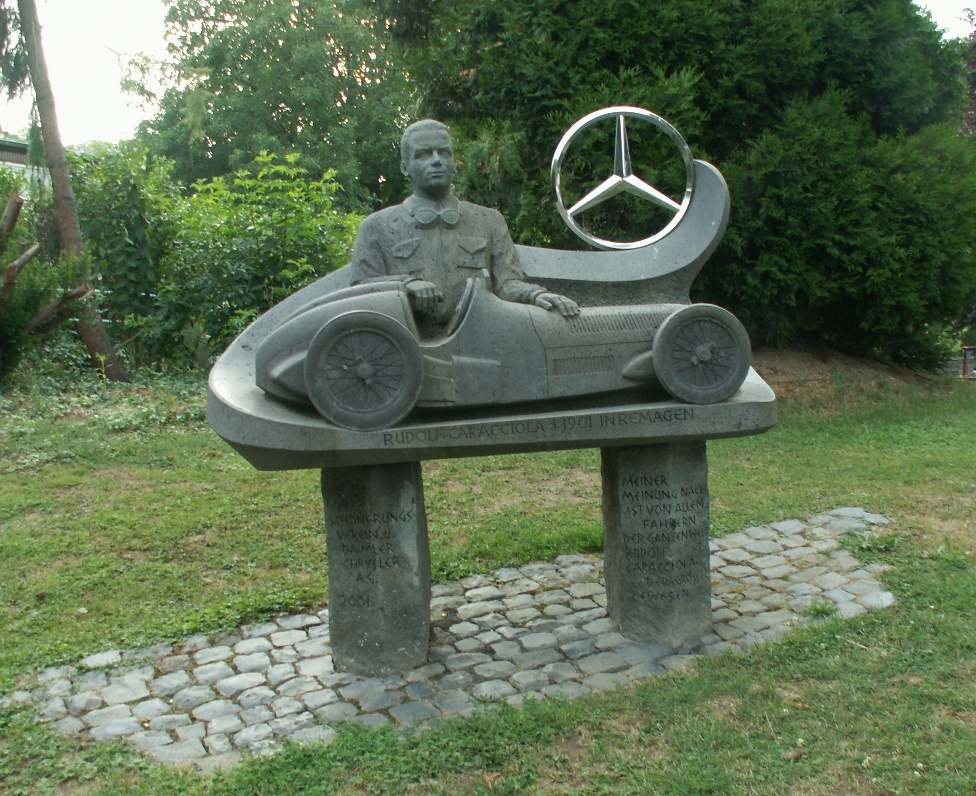
Remagen, pomník Rudolfa Caraccioly

V roce 1931 Caracciola byl seznámen s Hitlerem. V roce 1933 při příležitosti uskutečňování Hitlerovu plánu (od 30.1.1933 říšský kancléř) na zviditelnění technologické vyspělosti Německa v automobilových závodech byly vybrány týmy Mercedes-Benz a Auto Union, oba obdržely dotaci 250 000 říšských marek. V témže roce 1933 Rudolf Caracciola vstoupil do Nacionálně-socialistického svazu motoristů, kde dosáhl hodnosti Obersturmführer. To byla nacistická polovojenská skupina, ale nikdy nebyl členem nacistické strany NSDAP. V únoru 1934, během jeho rekonvalescence, jeho manželka Charlotta tragicky zahynula ve Švýcarsku při pádu laviny, nedaleko jejich nového domova.

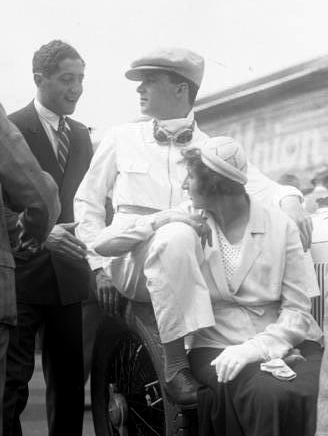
Caracciola s manželkou Charlotte 1931

Podruhé se oženil 19. června 1937. Chotí mu byla Švédka Alice "Baby" Hoffman-Trobecková (1897-1976), která se pak stala výraznou postavou v zákulisí automobilových závodů (mj. jako časoměřička u Mercedesu). Když Chiron, který léta chodil s "Baby", tu zprávu uslyšel, byl naštvaný, ale mohl si za to jen sám, protože několikrát odmítl její návrhy na sňatek. Válku Rudolf a Alice trávili v exilu ve švýcarském Luganu, kde po II. světové válce zůstal. Rudi s manželkou Alicí přes léto bydlili v domě, který Alice zdědila po svých rodičích ve Švédsku (Kyrkovägen 3, Vittsjö, Scania), a v zimě v jejich domě zvaném "Casa Scania" ve švýcarském Luganu, v místní části Castagnola. Po dlouhém prověřování jeho žádosti z roku 1946 Bernskou federální prokuraturou mu bylo uděleno v roce 1949 švýcarské občanství. Poté, co odešel do závodnického důchodu (1952), pracoval Caracciola jako prodejce vozů Mercedes-Benz především pro armády NATO umístěné v Evropě. V roce 1956 byl jedním nejpopulárnějších návštěvníků Zimních olympijských her v Cortině d´Ampezzo.
Rudolf Caracciola zemřel 28. září 1959 v Kasselu ve věku 58 let na selhání jater (cirhoza jater). Byl pohřben ve Švýcarsku, kde žil od počátku třicátých let. Jeho hrob a jeho manželky Alice se nachází na hřbitově Lugano-Castagnola (Švýcarsko).

## Závodní kariéra
| Titul                    | Rok                            |
| ------------------------ | ------------------------------ |
| Mistr Evropy na okruzích | 1935, 1937, 1938               |
| Grand Prix Německa       | 1926,1928,1931, 1932,1937,1939 |
| Grand Prix Itálie        | 1934,1937                      |
| Grand Prix Francie       | 1935                           |
| Grand Prix Švýcarska     | 1935,1937,1938                 |
| Grand Prix Belgie        | 1935                           |
| Grand Prix Španělska     | 1935                           |
| Grand Prix Monaka        | 1936                           |
| Mille Miglia             | 1931                           |
| Masaryk Grand Prix       | 1937                           |

Jeho více než 30 let trvající závodní kariéra začala na dvou kolech. V roce 1922 (v 21 letech) zvítězil v závodě na motocyklů na stroji NSU v závodě "Kolem Kolína" a také na v továrně zapůjčeném Fafniru skončil na čtvrtém místě v závodě automobilů na berlínském okruhu AVUS (Automobil-Verkehrs- und Übungs-Straße), mimo to skončil první ve své třídě a také jako nejrychlejší jezdec na vozech Fafnir.

### Mercedes-Benz (1923–31)
Po prvních úspěších v závodech se Caracciola úspěšně ucházel o místo, zprvu zaměstnance, později továrního jezdce u Daimler-Motoren-Gesellschaft (DMG). V roce 1923 vyhrál už jako tovární řidič na sportovním voze Mercedes 6/25/40 HP s kompresorem v Baden-Badenu svůj první závod za DMG a ve stejném roce zaznamenal dalších jedenáct vítězství. Jinde se uvádí, že vyhrál 4 závody z 8, kterých se zúčastnil. Podle statistiky vítězů v závodech do vrchu zvítězil Caracciola v roce 1923 v 6 závodech do vrchu: Münnerstadt (Schweinfurt), Pforzheim Climb, Solitude Climb (Stuttgart), Silesian Climb (Rosciszów), Pöhlberg (Annaberg) a Krähberg (Hetzbach, Odenwald). Jediné na čem se tyto zdroje shodnou je, že to bylo na voze Mercedes 6/25/40 HP.
Jeho oblíbeným závodem do vrchu se stal závod Zbraslav-Jíloviště. Poprvé ho vyhrál v roce 1924 (v kategorii cestovních vozů do 1,75 l a celkovým vítězem se stal v klasifikaci podle specifické formule výkonnosti) a jeho poslední vítězství z roku 1931 je dodnes platným rekordem trati. Jeho úspěchy pokračovaly v roce 1924 s novým přeplňovaným Mercedesem S (sport) s 1,5litrovým motorem. Během sezony vyhrál 15 závodů, včetně vítězství ve třídě významného závodu do vrchu Klausen ve Švýcarsku (celkovým vítězem tohoto závodu byl Otto Merz). Zúčastnil se také italské, okruhové Grand Prix v Monze jako rezervní řidič za Mercedes, ale vlastního závodu se nezúčastnil. S cestovním Mercedesem 1,5 l vyhrál v roce 1925 5 závodů do vrchu ve své třídě a s Mercedesem 24/100/140 HP vyhrál závody do vrchu Kniebis a na Schauinsland u Freiburgu (opět ve třídě).

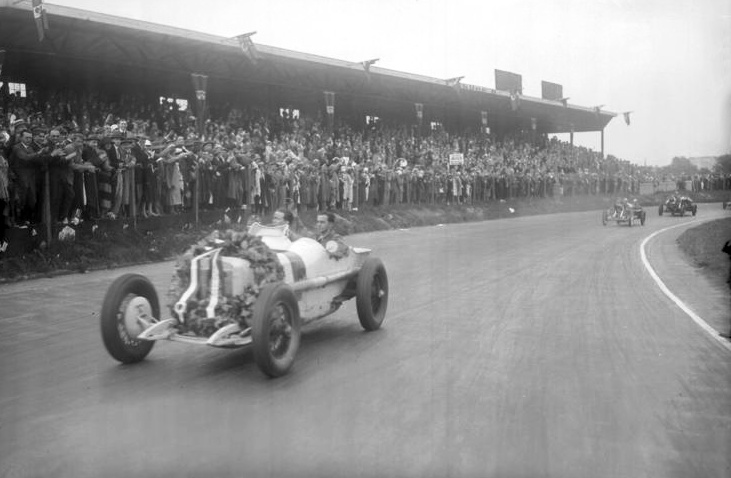
Caracciola s Mercedesem vítězem Velké ceny Německa na Avusu (1926)

Průlom v jeho kariéře nastal v roce 1926. Na Mercedes-Benz SS (2,0 l, typ označován jako Mercedes Grand Prix 1924) vyhrál 11. července překvapivě svou první a první Grand Prix Německa, na okruhu AVUS v Berlíně. Nově vzniklá, resp. sloučená společnost Mercedes-Benz (sloučení Daimler Motoren Gesellschaft a Benz & Cie.), která si velmi byla vědoma exportních dopadů na případný úspěch v tomto závodě, mu umožnila startovat v tomto závodě jako soukromníkovi. Před 230 000 diváky Caracciola za krajně nepříznivých podmínek na mokru slavně zvítězil. V závodech do vrchu 1926 zaznamenal vítězství s Mercedesem K24/110/160 na kopcích Kipsdorf-Oberbärenburg-Altenberg a s Mercedes-Benz K 4.5 L na Semmeringu.

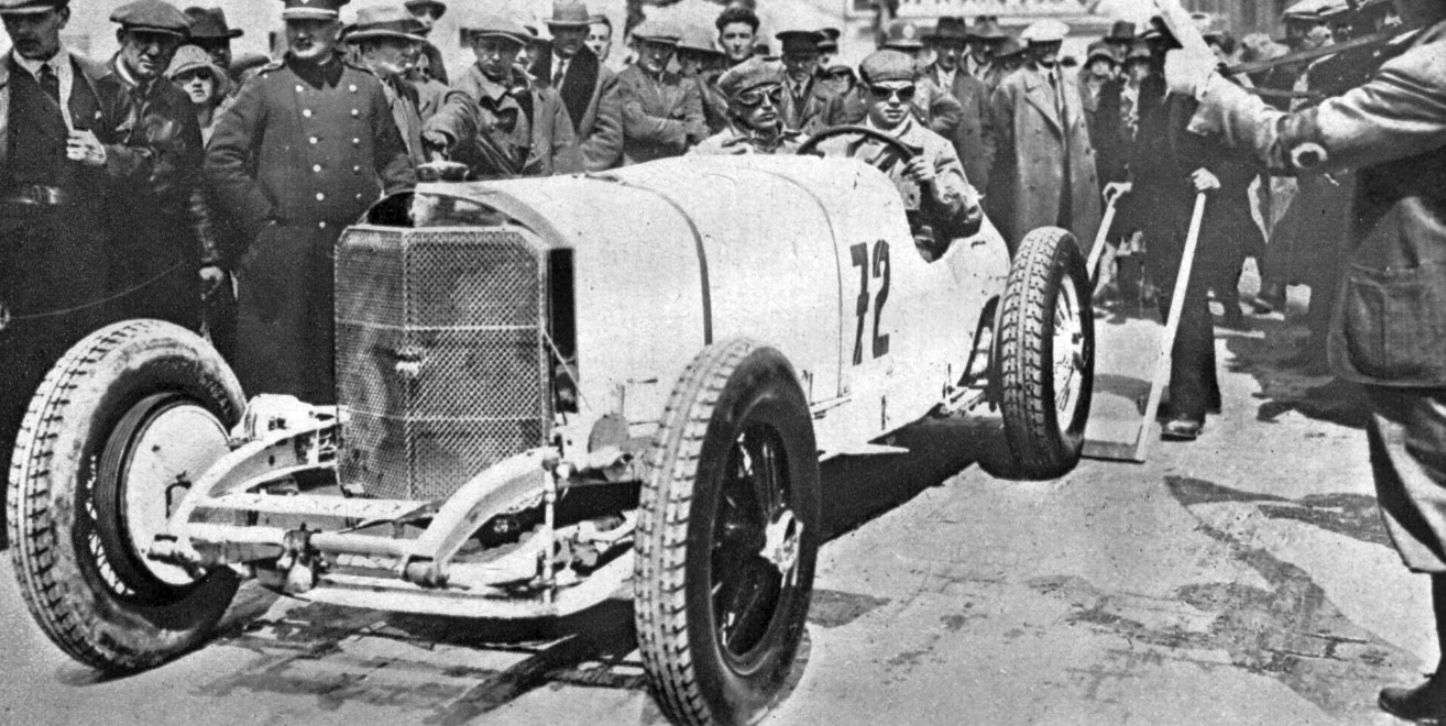
Rudolf Caracciola, Mercedes-Benz SSK, na startu závodu Zbraslav-Jíloviště (1929)

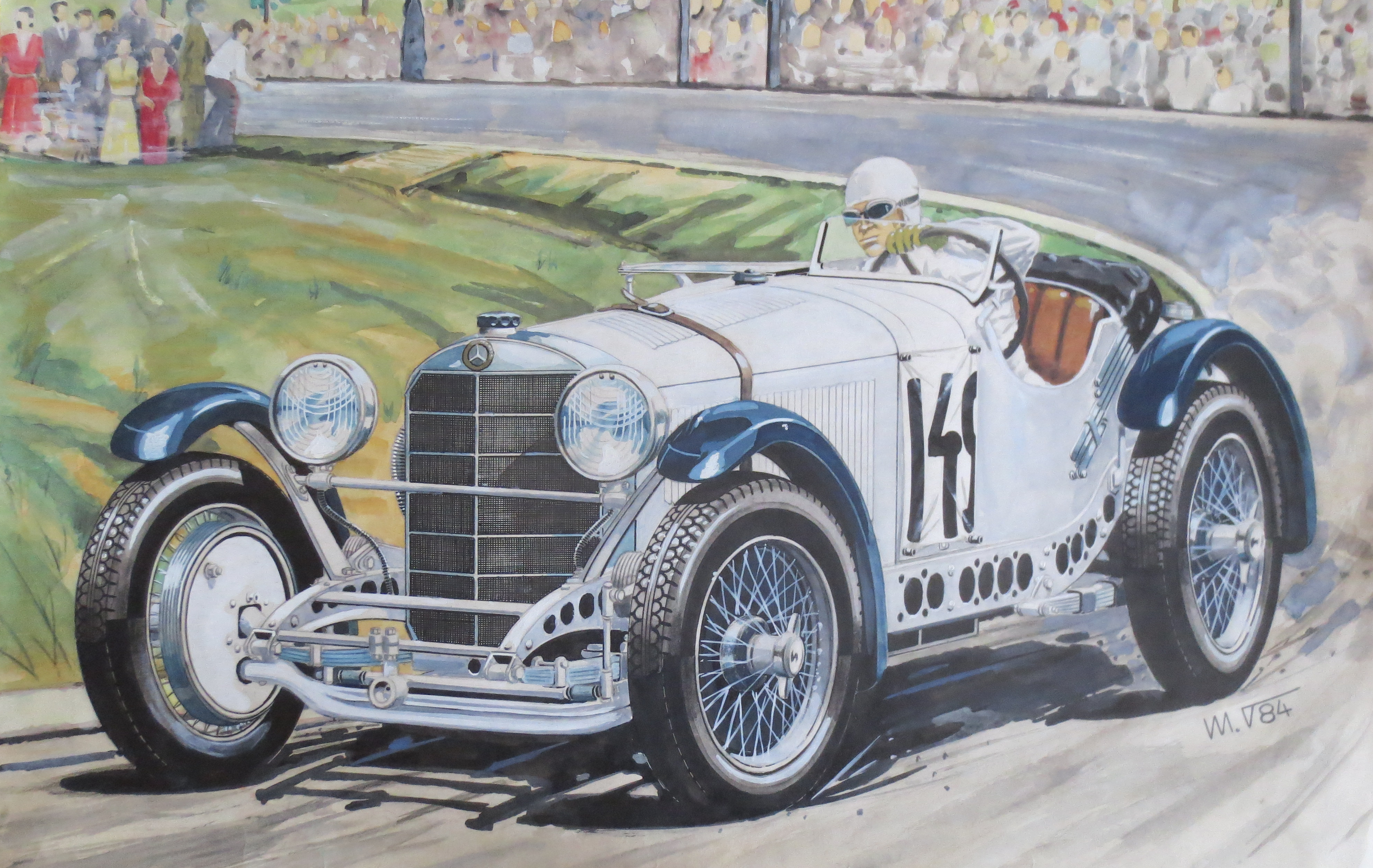
Rudolf Caracciola, Mercedes-Benz SSKL, vítěz Zbraslav-Jíloviště (1931)

V červnu 1927 zvítězil v premiérově konaném závodu Eifelrennen na nově otevřeném okruhu Nürburgring a za krajně nepříznivých povětrnostních podmínek (v mlze a dešti) na nově postaveném vozidle. Němcům se stal od toho okamžiku „Regenmeisterem“ (Mistrem deště). V roce 1927 vyhrál 11 závodů, téměř všechny na Mercedes-Benz S, vyvinutém Ferdinandem Porschem.
O několik let později byl první z jezdců, který zde jezdil známou zatáčku Carousel (kolotoč) úmyslně po levé vnitřní straně, až docela příkopem na vnitřku, což mu dovolilo projíždět tuto zatáčku mnohem vyšší rychlostí. Tato strouha byla původně vytvořena pouze pro odvod dešťové vody. Později byl karusel zpevněn betonovými deskami a proveden jako klopená zatáčka. Tato slavná „vracečka“ na Nordschleife (severní smyčka) byla v roce 2001 při příležitosti jeho nedožitých 100. narozenin přejmenována na Caracciola Carousel.
Caracciola znovu získal německou Grand Prix na Nürburgringu v roce 1928, kdy řídil nový 7,1litrový Mercedes-Benz SS. Jel společně s Christianem Wernerem, když převzal jeho vůz po jeho kolapsu vyčerpáním horkem. Pravidla AIACR (Asociace Internationale des Automobile Clubs Reconnus, dnes FIA) tuto výměnu jezdce v průběhu závodu dovolovala. V tom roce Caracciola ještě na Mercedes-Benz SSK zvítězil v závodech do vrchu Gabelbach (Ilmenau), Ratisbona (Kelheim), na Semmeringu.
V roce 1929 Caracciola zahájil sezónu vítězstvím na závodu do vrchu Zbraslav-Jíloviště v kategorii závodních vozů s objemem 5000–8000 cm³. V celkovém pořadí skončil 2. za Hansem Stuckem (Austro-Daimler), který ho porazil o 3,4 sec. a vytvořil traťový rekord. Na voze Mercedes-Benz SSK (7,1 R6) obsadil 3. místo na Grand Prix Monaka (14. dubna), přestože startoval z poslední řady, a v roce 1930 na stejném typu 7. místo v Grand Prix Itálie a zvítězil v irské Grand Prix na Phoenix parku v Ulsteru. Tento závod byl označen jako RAC Tourist Trophy, jel se za dešti a Caracciola potvrdil svou reputaci jako specialista na mokré závody. V roce 1930 startoval na 1. Masarykově okruhu v Brně. S vozem Mercedes-Benz SSK odstartoval ze 3. řady velmi dobře, v průběhu 1. kola se dostal do čela závodu, ale v 5. kole jej předjel von Morgen a po 7. kole odpadl Caracciola pro prasklé ložisko.
Úspěšnější v tomto období byl na závodech do vrchu. V letech 1930 a 1931 vyhrál mistrovství Evropy na Mercedes-Benz v kategorii sportovních vozů. Celkem vyhrál v roce 1930 sedm závodů do vrchu v kategorii sportovních vozů z deseti, které do ME započítávaly. Prvním z nich byl závod Zbraslav-Jíloviště a dále Cuneo-Colle della Maddalena (nejdelší závod do vrchu 66,5 km), Shelsley-Walsh, Klausen (Altdorf), Schauinsland (Freiburg), Semmering (Vídeň) a Svab (Budapešť). V roce 1931 na voze Mercedes-Benz SSKL titul obhájil, když vyhrál šest závodů Rabassada (Barcelona), Zbraslav-Jíloviště, Kesselberg (Kochel), Tatra (Kraków), Mont Ventoux (Avignon) a Hármashatár (Budapešť) z osmi, které byly započítány do tohoto seriálu. Na závodu do vrchu Zbraslav-Jíloviště v roce 1931 vyhrál na sportovním Mercedesu, když porazil Hanse Stucka na závodním Mercedesu o 11 setin vteřiny, a vytvořil traťový rekord časem 2:42,73 min, který vlastně platí do současnosti, protože v roce 1931 se tento závod jel naposledy.
Mercedes-Benz se oficiálně stáhl z automobilových závodů v roce 1931 vzhledem ke celosvětové hospodářské krizi, přesto Caracciola v tomto roce vyhrál v rekordním čase a jako první cizinec v historii slavný italský závod Mille Miglia (1000 mil), spolu se spolujezdcem Wilhelmem Sebastianem na typu Mercedes-Benz SSKL spyder (7069 cm³). V podstatě nemohl na závod trénovat, pro potřebné zastávky neměl k dispozici dostatek mechaniků ani materiálu. A přesto zvítězil. Jediní jiní cizinci, kteří vyhráli tento závod byli Stirling Moss s Denisem Jenkinsononem v roce 1955. Jinak tu vyhrávali samí Itali. Grand Prix Německa 1931 se odehrála na Nürburgringu za přítomnosti 100 000 diváků. Déšť se snášel na trať již před závodem a pokračoval stejně, jako když Caracciola honil Fagioliho na Maserati, vedoucího po startu . Trať začala osychat teprve v šestém kole a Chiron na Bugatti, který jezdil druhý, se snažil zachytit těžšího Mercedesu s Caracciolou v čele. Caracciola zastávku v depu ukončil v rekordním čase a držel se před Chironem, a přestože Bugatti v posledních kolech byl o 15 vteřin rychlejší na kolo než Mercedes, Caracciola vyhrál o více než jednu minutu. Na závěr sezóny opět přijel do Brna a opět v závodě silnější skupiny Grand Prix nedojel. S vozem Mercedes-Benz SSKL po startu ze 3. řady se postupně prodíral vpřed. Po 1. kole byl 5., po 2. postoupil na 4., po osmém kole již byl na 2. místě za Chirinem. V jedenáctém kole skončila Caracciolova jízda v Kohoutovicích. V plné rychlosti kontaktoval patník a auto narazilo do stromu. Později vysvětlil, že si poškodil tlumič ve druhém kole na místě, kde havárovali Fagioli, Varzi a Nuvolari. Poté bylo těžké auto přesně řídit, protože vyrovnávací rameno olejového tlumiče prasklo a zachytilo se v táhlu řízení, což způsobilo jeho zablokování.

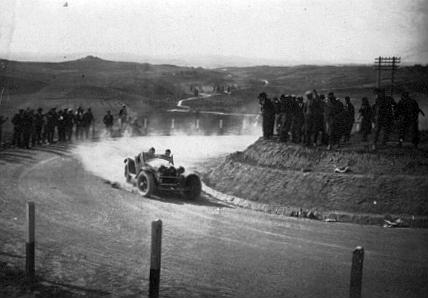
Závod Mille Miglia (1000 mil), Alfa Romeo 8C 2300 Spider, posádka Caracciola-Bonini (1932)

### Alfa Romeo (1932–33)
Caracciola jezdil a vyhrával s jednou výjimkou (Alfa Romeo) pouze s vozy Mercedes-Benz, a to jak závody typu Grand Prix, tak v kategorii sportovních vozů. V roce 1932 přestal Mercedes-Benz podporovat závodní sport a Caracciola byl „nucen“ přestoupit k Alfě Romeo. Jeho smlouva stanovila, že bude závodit pro italský tým jako nezávislý jezdec. Svoje mistrovství prokázal i na novém voze Alfa Romeo Tipo B/P3 (2654 cm3) a stal se i v roce 1932 mistrem Evropy v závodech do vrchu v kategorii závodních vozů. Vítězný čas si připsal pěti kopcích. Na okruzích vyhrál závody Eifelrennen na Nürburgringu, v tehdy polském Lvově, na Grand Prix Německa před Nuvolarim a Borzacchinim (ME) a na Grand Prix Itálie na Monze (ME). V Monaku, na Avusu (Manfred von Brauchitsch, Mercedes-Benz SSK), na Coppa Acerbo skončil vždy na 2. místě a k tomu 3. ve Francii (ME). To mu stačilo na 3. místo v mistrovství Evropy na okruzích. Na AVUSu, kde jel na Alfě Romeo byl vypískán, protože „miláček německých diváků“ jel v italském týmu na italském voze. Přes několik úspěchů se však u Alfa Romeo necítil dobře.
Po roce 1932 se i Alfa Romeo oficiálně stáhla z účasti na závodech, s jejími vozy přednostně jezdila stáj Scuderia Ferrari. Caracciola se svým přítelem Louisem Chironem, který byl tehdy vyhozen z Bugatti, založili soukromý, závodní tým Scuderia CC (Caracciola-Chiron). Koupili tři Alfa Romeo 8C (typ známý jako 8C Monza). Chironovo auto bylo v modré barvě (Francie) s bílým pruhem a Caracciola měl bílý vůz (Německo) s modrým pruhem. Prvním závodem nového týmu byla Grand Prix v Monaku v roce 1933. V tréninku šlo z počátku vše dobře, vůz se výborně ovládal a zatáčkovitá trať v Monte Carlu mu seděla. Avšak při klesání od kasína do vlásenkovité zatáčky Tabac mu selhaly brzdy. Výsledkem nárazu byla několikrát zlomená noha a roztříštěná stehenní kost. Rekonvalescence trvala téměř rok.

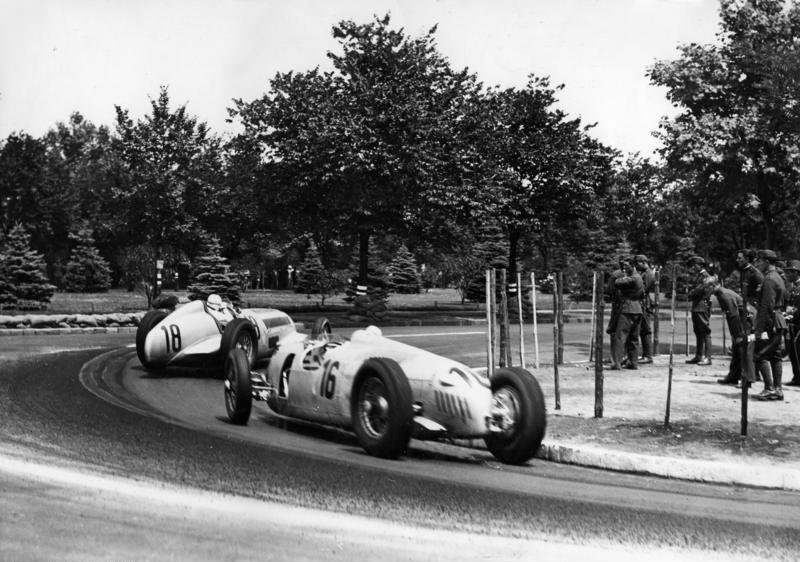
Rudolf Caracciola na Mercedes-Benz W 25 stíhán Rosemeyerem na Auto Union C při 1. Grand Prix Maďarska v Budapešti (1936)

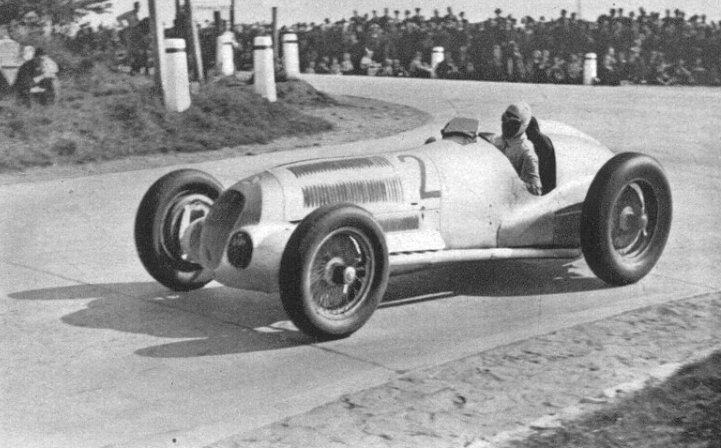
Masarykův okruh, vítěz Rudolf Caracciola na Mercedes-Benz W 125 (1937)

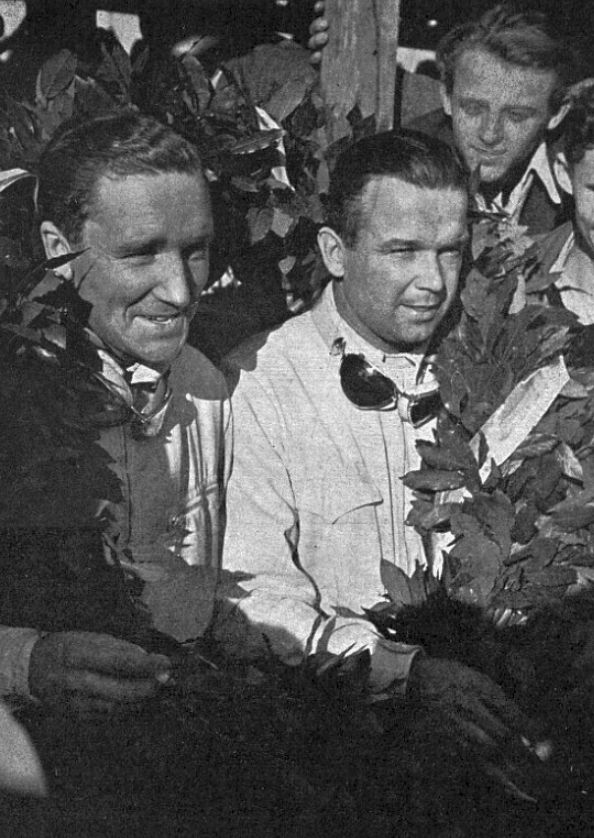
Caracciola a Brauchitsch po vítězství na Velké ceně Masarykově v roce 1937 (zprava)

### Mercedes-Benz (1934–39)
Jednou z Caracciolových trumfových karet byl jedinečný vztah mezi ním a manažerem týmu Mercedes-Benz s Alfredem Neubauerem, srovnatelný s dominancí pozdějšího dua Jim Clark-Colin Chapman v 60. letech. Vzestup k moci nacistické strany po roce 1933 umožnil německým společnostem Mercedes-Benz a Auto Union velkou příležitost k plnohodnotnému návratu k automobilovým závodům. Po nástupu nacistů v roce 1933 k moci obě společnosti získaly závazný příslib financování a mohly tak realizovat svoje závodní projekty.
Alfred Neubauer, manažer Mercedesu, přijel v listopadu 1933 do Caracciolovy usedlosti v Luganu s plánem podepsat s ním smlouvu pro sezónu Grand Prix na rok 1934. V únoru 1934 jeho manželka Charlotte zahynula pod lavinou. Caracciola se stáhl téměř úplně z veřejného života, truchlil a téměř byl rozhodnut odejít do závodnického důchodu. Nicméně, stručně řečeno Caracciola, ač ještě churav a vnitřně velmi bolav, se nechal Neubauerem ke smlouvě přemluvit. Jedním z důvodů jeho povzbuzení do dalšího života byla i návštěva kamaráda Chirona. Ačkoli ho noha při řízení závodního automobilu ještě silně bolela, byl jimi přesvědčen, aby se vrátil k závodění.
Prvním závodem po těžkém zranění, který Caracciola vyhrál (a ještě v novém traťovém rekordu), byl závod do vrchu Klausen (Klaußenpaßrennen) ve Švýcarsku. Jel na novém závodním Mercedesu W 25B (4.0 R8) o výkonu 300 koní. Nutno uvést, že jeho pravá noha byla od nehody o pět centimetrů kratší, než jeho levice, a od té doby kulhal. Prvním Velkou cenou, kterou po zranění a úmrtí manželky vyhrál, byla na Grand Prix Itálie 1934 na Monze a na 2. místě skončil na Grand Prix Španělska. Jako obvykle se mu nedařilo (30. září 1934) na 5. Masarykově okruhu. Odstoupil v 11. kole závodu pro poruchu brzd na zadních kolech. Na "rekordním dni" u Gyonu v Maďarsku na nové cementové silnici vytvořil 28.10.1934 nový světový rekord na 1 míli s pevným startem v čase 30,71 sec a dosáhl průměrné rychlosti 188,675 km/h.
Během slavné éry stříbrných šípů (Silver Arrows 1934–1939) byl Caracciola třikrát mistrem Evropy v závodech typu Grand Prix, což je srovnatelné s dnešním titulem mistra světa formule 1. Jeho největšími konkurenty v této době byli jeho kolegové z týmu Manfred von Brauchitsch a Hermann Lang a také pochopitelně Auto Union s piloty Hansem Stuckem, Berndem Rosemeyerem a Achillem Varzim (oba 1935-7).
V roce 1935 na typu Mercedes-Benz W 25 vyhrál čtyři velké ceny ze sedmi Grand Prix (ME), Francie (Autodrome de Linas-Montlhéry) před Fagiolim a von Brauchitschem, Belgie (Circuit de Spa-Francorchamps) opět před Fagiolim a von Brauchitschem, Švýcarsko (Circuit Bremgarten) před Hansem Stuckem a Achillem Varzim a Španělsko (Circuito Lasarte) před Berndem Rosemeyerem a Achillem Varzim, které byly započítávány do ME a pochopitelně se stal mistrem Evropy pro tento rok. Mimo těchto mistrovských závodů vyhrál ještě „volné“ Velké ceny v Tripolisu (Autodromo della Mellaha, organizovaná libyjským guvernérem, italským generálem Balbiem) a Eifelrennen na Nürburgringu (před Achillem Varzim a Berndem Rosemeyerem).
V roce 1936 vyhrál s novým typem Mercedes-Benz W 125 Grand Prix Monaka závod ME (Circuit de Monaco) poté, co odstartoval z třetí pozice, a nemistrovský závod v Tunisu (Autodromo della Mellaha), na 2. místě skončil v Penya Rhin v Barceloně, 4. v Tripolisu a 5. na Grand Prix Německa (ME). Přesto byl Mercedes v roce 1936 označen za „neschopný“ konkurence. Alfréd Neubauer proto stáhl tým v polovině sezóny a nechal Auto Unionu šanci, aby Rosemeyer získal šampionát pro Auto Union, což potvrzuje to, že do Itálie na Grand Prix tým Mercedes-Benz ani nebyl vyslán. V mistrovství Evropy jezdců na okruzích Caracciola i proto obsadil až 6. místo. Mistrovství Evropy Grand Prix 1937 bylo historicky pátým mistrovstvím Evropy v Grand Prix pořádaném Mezinárodní asociací automobilů AIACR (dnes FIA). V tomto roce se Rudolf Caracciola stal opět Mistrem Evropy na okruzích Grand Prix, když zvítězil na novém voze Mercedes-Benz W 125 v Německu, Švýcarsku, Itálii a v nemistrovském závodě na Masarykově okruhu při Velké ceně Masarykově v Brně. Mimo to byl ještě 2. na Eifelrennen a v Monaku (ME), v Doningtonu byl třetí. Na Masarykově okruhu v Brně měl Caracciola vždy smůlu. Startoval zde čtyřikrát a nikdy nebyl klasifikován (1930, 1931, 1934 a v roce 1935 byl přihlášen, ale nepřicestoval). Až v roce 1937, při 5. pokusu, protrhl smůlu a v posledním, předválečném závodě typu Grand Prix na starém brněnském okruhu vyhrál.

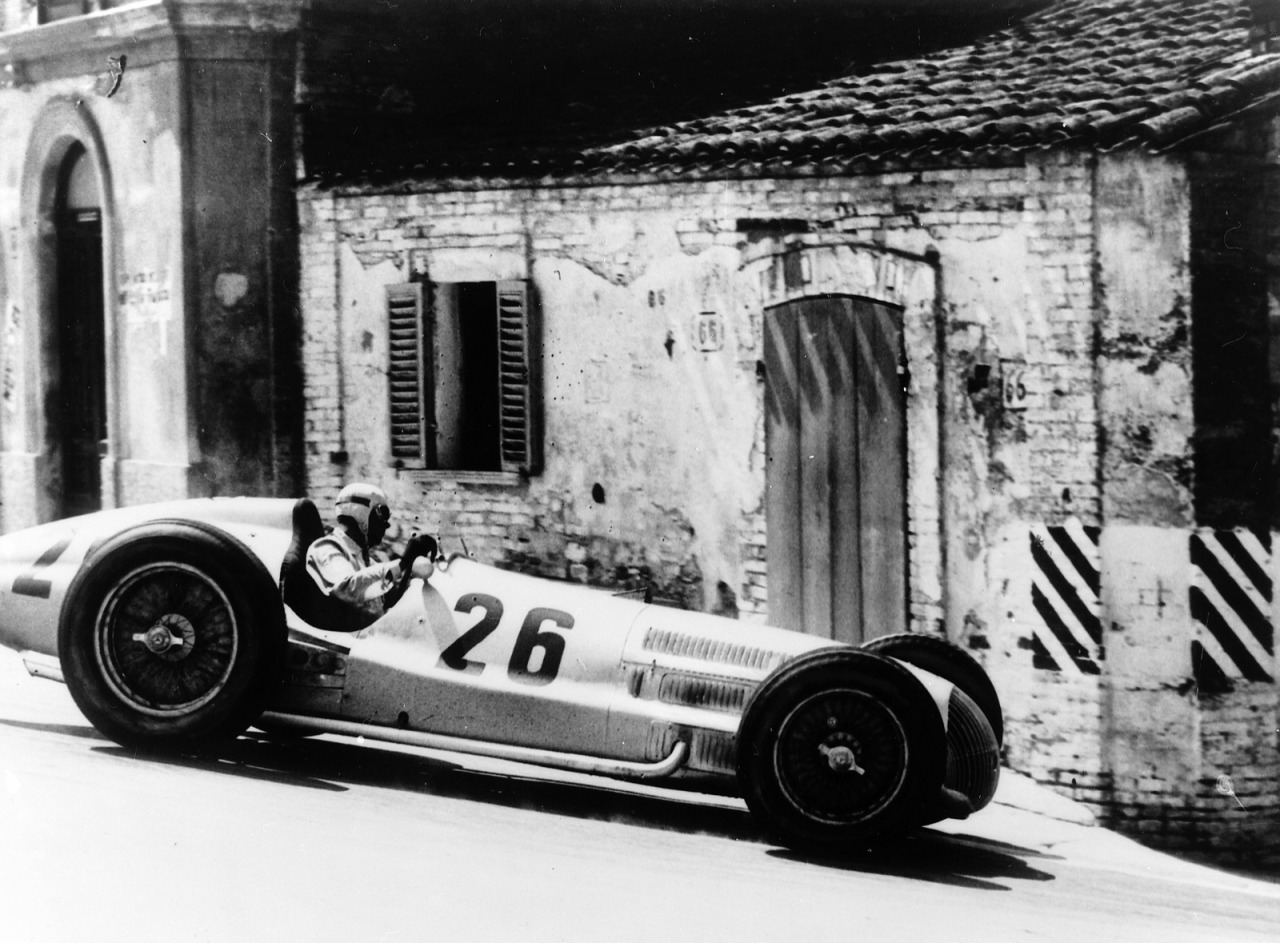
Rudolf Carracciola vítězí na Mercedes-Benz W 154 v Grand Prix Pescary (Coppa Acerbo) 1938

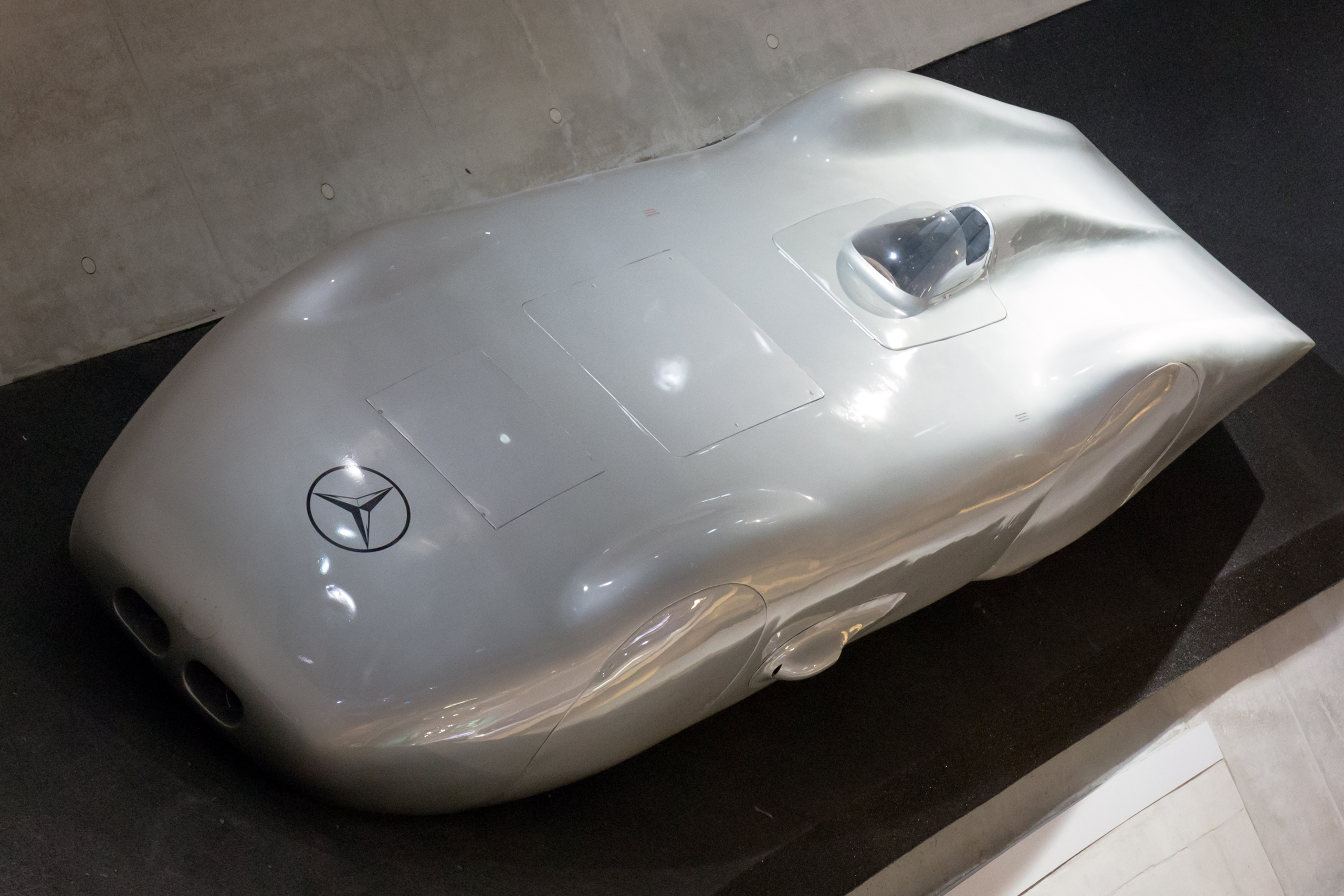
Mercedes-Benz W125, kapotovaný rekordní vůz, Mercedes-Benz Museum z roku 1938

Na nově stavěných, německých dálnicích a závodních drahách (např. na závodní dráze Dessau, na dálnici Frankfurt-Darmstadt) vytvořil Caracciola 17 světových, rychlostních rekordů. Nejcennější z nich byly ty z 28. ledna 1938, kdy dosáhl na proudnicově kapotovaném voze Mercedes-Benz W125 rychlosti 432,7 km/h na letmém kilometru a 432,0 km/h na letmé míli, což byl rekord, který platil pro veřejné silnice téměř 80 let. Toho dne se při pokusu o překonání těchto rekordů zabil Bernd Rosemeyer na Auto Unionu.
Potřetí se Mistrem Evropy v závodech na okruzích stal v roce 1938. To vyhrál na voze dle nové formule na Mercedesu-Benz W 154 „jen“ Grand Prix Švýcarska, ale dobrá umístění v ostatních, započítávaných závodech mu přinesla 3. titul (2. v Grand Prix Francie a Grand Prix Německa, 3. v Grand Prix Itálie). Mimo ještě „bodoval“ vítězstvím v nemistrovských Coppa Acerbo a 3. místem v Pau. Toho roku bylo vítězství vozů W 154 v mistrovství Evropy skutečně impozantní. V celkovém pořadí obsadili jezdci na W 154 prvá čtyři místa, mistrem Evropy se stal Rudolf Caracciola (8 bodů) a jemu sekundovali Manfred von Brauchitsch (15 bodů), Hermann Lang (17 bodů) a Richard Seaman (18 bodů).

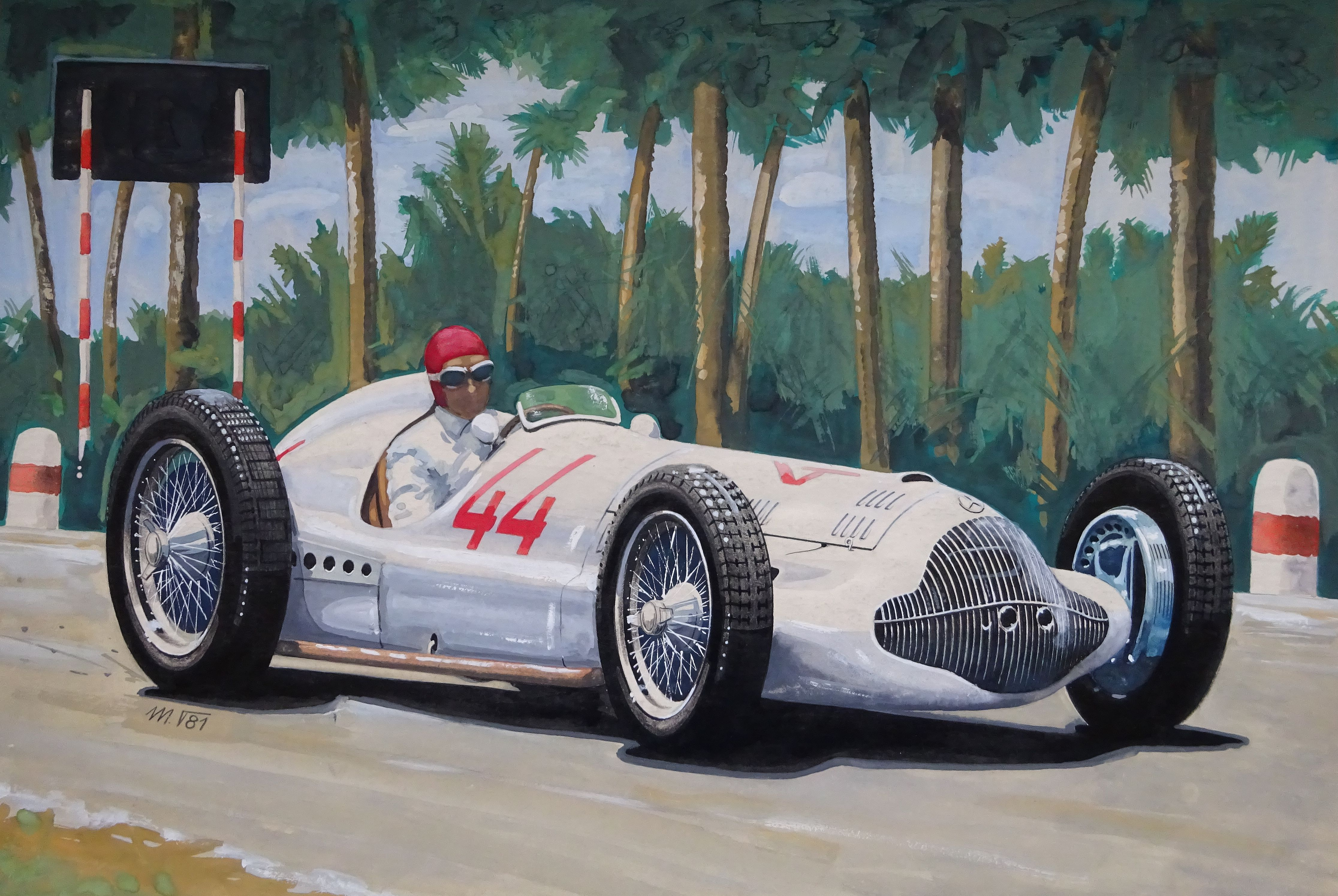
Mercedes-Benz W 154 (1938)

V posledním, nekompletním ročníku před druhou světovou válkou (1939) vyhrál Grand Prix Německa, 2. byl ve Švýcarsku a v Tripolisu a 3. při závodech Eifelrennen. S mistrovstvím Evropy na okruzích se rozloučil celkově neoficiálním 3. místem. Oficiální výsledky za rok 1939 nebyly vyhlášeny, protože delegáti AIACR se po zahájení války nemohli v Paříži sejít.

### Po druhé světové válce
V roce 1946 chtěl Caracciola začít znovu závodit na „staré cihelně“ na oválu v Indianapolis, ale havaroval během tréninku, když jej zasáhl pták do tváře chráněné jen jednoduchými brýlemi a on havaroval nárazem do bariéry. V roce 1952 se pokusil o návrat na Mille Miglia, na Mercedes-Benzu 300 SL skončil čtvrtý. V témže roce (18.5.1952) při Grand Prix Bernu sportovních vozů měl ve 13. kole velmi vážnou nehodu, následkem které si přivodil trojnásobnou zlomeninu na levé noze. Tímto nedokončeným závodem na švýcarském okruhu Bremgarten poblíž Bernu byla definitivně uzavřena jeho závodní kariéra (1922-1952).

## Ocenění
V roce 1998 byl uveden do mezinárodní motoristické Síně slávy (International Motorsports Hall of Fame). Dne 6. května 2008 byl Rudolf Caracciola uveden do Síně slávy německých sportů (zvítězil mj. v šesti německých Grand Prix, což do roku 2018 nikdo nedokázal). Během jubilejní akce Nürburgring Classic 16. června 2017 byla v paddocku odhaleno sousoší Caracciola spolu se "stříbrným šípem" Mercedes-Benz W 154. Ve starém depu na Nürburgringu visí jeho reliéf na paměť jeho premiérového vítězství v Eifelrennen při otevření okruhu Nürburgring (1927). V Muzeu na Indianapolis je instalována rozsáhlá sbírka trofejí, které Caracciola získal.
V roce 2009 byl v Německu vytvořen dokumentární film (96 min.) Rudolf Caracciola: Honba za vítězstvím, který byl odvysílán i stanicí Prima Zoom v roce 2016.